# Game Boy
Game Boy (яп. ゲームボーイ Гэ:му Бо:й) — 8-битная портативная игровая система, разработанная и произведённая компанией Nintendo. Первая портативная система семейства Game Boy была впервые выпущена в Японии 21 апреля 1989 года. В конце того же года система была выпущена в Северной Америке, а в конце 1990 года — в Европе. С 1994 года также продавался в России через дилерские сети Dendy. Она была разработана той же командой, которая разработала серию портативных электронных игр Game & Watch и несколько игр для Nintendo Entertainment System: Сатору Окада, Гумпэй Ёкои и Nintendo Research & Development 1.
Вторая портативная игровая система компании Nintendo, Game Boy, сочетает в себе черты Nintendo Entertainment System и Game & Watch. Система оснащена матричным экраном с регулируемой контрастностью, пятью кнопками (крестовина, две игровые кнопки, кнопки «START» и «SELECT»), одним динамиком с регулятором громкости и использует в качестве физического носителя для игр игровые картриджи. На момент запуска система продавалась либо отдельно, либо в комплекте с одной из нескольких игр, среди которых были Super Mario Land и Tetris. Также было разработано и выпущено несколько аксессуаров, таких как чехол для переноски, фотокамера и принтер.

## Обзор
Первый Game Boy был выпущен в 1989 году, изначально Гумпэй Ёкои рассматривал проект Game Boy как наследника известных карманных устройств Nintendo Game & Watch, но заместитель Ёкои в R&D1, Сатору Окада, был уверен, что Game Boy должен развиваться больше в сторону, на тот момент очень популярной, Famicom (NES), причин для этого было много, в том числе и быстрый спад популярности Nintendo Game & Watch среди японских детей. В итоге видение Окады взяло вверх, что в конечном итоге позволило создать Game Boy в том виде, в котором все знают его сейчас.
Изначально, на этапе создания, консоль носила название DMG (Dot Matrix Game), имя Game Boy появилось позже и было заимствовано у японского журнала про видеоигры, в обмен на условие, что Nintendo будет покупать страницы с рекламой в данном журнале. В процессе создания Game Boy, разработчики сталкивались с множеством трудностей, большинство сотрудников Nintendo в то время не верили в этот проект, подковерные интриги и заговоры внутри компании в конечном итоге привели к тому, что после показа президенту Хироси Ямаути последнего на тот момент прототипа консоли, проект был отменен, ссылаясь на ужасные углы обзора экрана, который тогда еще не обладал технологией STN. Все это в конечном итоге вогнало Гумпэя Ёкои в глубокую депрессию. Но, несмотря на закрытие проекта, несколько людей из R&D1 —  Ёкои, Ёсихиро Таки, Такэхиро Идзуси — в сотрудничестве с людьми из Sharp (компания-разработчик экранов Game Boy) продолжили в тайне от всех совершенствовать проект. В итоге после появления нового экрана Ямаути был продемонстрирован новый прототип, после чего проект был возобновлён и в 1989 году Game Boy увидел свет.
Устройство имело монохромный жидкокристаллический экран с размерами 160×144 пикселей, при подключении наушников был доступен стереозвук, в то время, как встроенный динамик воспроизводил только моно, и функцию GameLink, позволяющую соединять две консоли вместе и играть с другими людьми в поддерживающие данную технологию игры.
Всякий раз, если по каким-либо причинам продажи Game Boy шли на убыль, Nintendo выпускала новые ревизии Game Boy. Таким образом, в ноябре 1996 года появился Game Boy Pocket, который был меньше в размерах на 30 %, чем свой предшественник, но с экраном большего размера и всего с двумя батареями AAA. В 1998 году эксклюзивно для Японии был выпущен Game Boy Light, у которого была подсветка экрана, позже, в 1998 году, был выпущен Game Boy Color c цветным экраном, но вновь без подсветки.

## Модели линейки
- Game Boy (1989)
  - Game Boy Pocket (1996)
  - Game Boy Light (Апрель 1998)
- Game Boy Color (Октябрь 1998)
- Game Boy Advance (2001)
  - Game Boy Advance SP (2003)
  - Game Boy Micro (2005)

## Описание устройства

### Технические характеристики
- Процессор: Sharp LR35902 DMC-CPU[7], 8-разрядный (сильно упрощённый вариант Zilog Z80[8] производства Sharp), на тактовой частоте 4,194304 МГц
- Память:
  - Основная память: 8 Кбайт
  - Видеопамять: 8 Кбайт
- Размер экрана: 2,6" (66 мм)
- Разрешение: 160×144 пикселей
- Максимальное число спрайтов: 40, но не более 10 в одной строке
- Размеры спрайтов: 8×16, либо 8×8 пикселей
- Горизонтальная развёртка: 9198 кГц
- Вертикальная развёртка: 59,73 Гц
- Звук: 4-канальный, моно (в наушниках ограниченное стерео): 2 канала квадратные (один с плавающей частотой); 1 канал волновой, от 1 кГц, повторяет по кругу отрезок из 32-х 4-битных сэмплов; 1 канал псевдослучайный шум; есть таймер-выключатель, простейшая автоогибающая, упрощённый перезапуск. Плюс 1 канал для звукового аппаратного обеспечения, встроенного в картридж.
- Питание: DC6V 0,7 Вт — 4 элемента типа AA
- Размеры: 148×90×32 мм
- Вес (с элементами питания): 394 г
- Мин/макс ёмкость картриджа: 256 кбит — 4 Мбит (32-512 Кб)
- Цвета: 4 цвета, моно: 0=тёмный (жидкокристаллический тёмно-серый), 3=светлый (оливковый)

### Органы управления

#### Основные
В левой части устройства расположена крестовина чёрного цвета, представляющая собой, по сути, четыре курсорные клавиши (влево-вправо-вверх-вниз). В правой части устройства, напротив крестовины, расположены круглые игровые кнопки B и A пурпурного цвета. В нижней части консоли, в середине, под наклоном, расположены продолговатые кнопки SELECT и START серого цвета.

#### Вспомогательные
Расположены на боковинах устройства:
- На верхнем торце консоли находятся гнездо для картриджей и выключатель с фиксатором. Для включения ползунок сдвигается вправо, при этом из корпуса выдвигается упор (фиксатор), ложащийся в прорезь картриджа, и делающий невозможным извлечение его во время работы. Картридж вставляется так, чтобы вырез располагался в правом верхнему углу.
- На нижнем торце находится гнездо jack для наушников.
- На левой боковине находятся гнездо для подключения блока питания и вращающийся регулятор контраста.
- На правой боковине находятся вращающийся регулятор громкости и гнездо для подключения кабеля Game Link для совместной игры на двух консолях.

### Питание
Устройство работает либо от четырёх батареек типа АА, либо от адаптера питания на 6 вольт. Используемый адаптер должен быть таким, у которого на внешней стороне штекера находится «плюс», а на внутренней — «минус». Лучше всего для этой цели использовать многоштекерный адаптер с возможностью переключения полярности и вольтажа.

### Дисплей
Дисплей жидкокристаллический монохромный, размером 2,6" (66 мм). Разрешение 160×144 пикселей. Подсветки нет. Энтузиаисты и любители ретрогейминга часто самостоятельно заменяют монохромный дисплей на цветной (IPS).
Дисплей обрамлён декоративной рамкой тёмно-серого цвета, гораздо более тёмного, нежели цвет корпуса. Правый нижний угол имеет резкий изгиб, все остальные имеют лёгкие скругления. Это сделано под стать корпусу, у которого правый нижний угол имеет аналогичный дизайн.
Слева от дисплея, чуть выше его центра расположен красный светодиодный индикатор батареек. Чем тусклее он горит, тем соответственно ниже заряд. Рамка имеет соответствующее отверстие, под которым белым цветом выполнена надпись «Battery».
В верхней части рамки расположены две горизонтальные параллельные полосы: верхняя — пурпурная, нижняя — тёмно синяя. Левые длиннее правых и между ними белым цветом выполнена надпись «Dot matrix with stereo sound» («Точечная матрица со стереозвуком»).

## Аксессуары
- Game Boy Pocket Sonar — прибор для поиска рыбы под водой. Включал мини-игру о рыбной ловле.
- Game Boy Camera и Game Boy Printer — камера для чёрно-белых снимков и принтер для печати скриншотов и фотографий. Game Boy Camera имеет встроенные мини игры.
- Super Game Boy — плагин-картридж для SNES, позволяющий играть в игры от Game Boy.
- Transfer Pak — устройство для обмена данными между играми от Game Boy Color и Nintendo 64.
- Game Link Cable — позволяет объединить две консоли, чтобы играть в многопользовательском режиме.
- Game Boy Four Player Adapter — позволяет объединить до четырёх консолей для многопользовательских игр.
- Game Boy Battery Pack — дополнительная батарея для 4-5 часов игры.
- Game Boy Boosterboy — своего рода «экзоскелет» для Game Boy с более мощными динамиками, местом под 2 дополнительных картриджа и увеличивающим подсвечивающим стеклом.
- Game Genie — плагин-картридж для Game Boy, позволяющий использовать чит-коды в играх. Присутствует место для книжки с чит-кодами.

## Игры
Двадцать наиболее продаваемых игр для Game Boy:
- Pokémon Red / Green / Blue Version
- Tetris
- Pokémon Gold / Silver Version
- Super Mario Land
- Pokémon Yellow: Special Pikachu Edition
- Super Mario Land 2: 6 Golden Coins
- Pokémon Crystal Version
- Dr. Mario
- Pokémon Pinball
- Wario Land: Super Mario Land 3
- Kirby's Dream Land
- Super Mario Bros. Deluxe
- Donkey Kong Land
- The Legend of Zelda: Link's Awakening
- Pokémon Trading Card Game
- F-1 Race
- Donkey Kong
- Kirby's Dream Land 2
- Donkey Kong Land 2
- Dragon Quest Monsters

## Галерея
- Game Boy включён. Он имеет монохромный дисплей и светящийся индикатор батарей.
- В Game Boy вставлен картридж с игрой.
- Верхний торец. Выключатель находится в положении «OFF» («Выключено»). При этом его упор задвинут внутрь корпуса и картридж можно вынимать.
- Верхний торец. Выключатель находится в положении «ON» («Включено»). При этом выдвигается упор, ложащийся в вырез картриджа и делающий невозможным его извлечение во время работы.
- Нижний торец. На нём расположено гнездо для наушников. Также виден скос правого нижнего угла для удобства расположения правой руки.
- Правая боковина. На ней расположены вращающийся регулятор громкости и гнездо под кабель Game Link.
- Левая боковина. На ней расположены гнездо адпатера питания и вращающийся регулятор контраста.
- Две консоли соединены кабелем Game Link для совместной игры.
- Картридж оригинального Game Boy.
- Набор Game Boy, состоящий из собственно игровой консоли, игрового картриджа, блока питания и четырёх батареек АА